# بروسين
البروسين  هو قلوي مرتبط ارتباطًا وثيقًا بالستركنين، وهو الأكثر شيوعًا في شجرة الجوز المقيء. تسمم البروسين أمر نادر الحدوث، لأنه عادة ما يتم هضمه مع الستركنين، والستركنين أكثر سمية من البروسين. في الكيمياء، يمكن استخدامه كأداة للتخليق الانتقائي التماثلي.

## التاريخ
تم اكتشاف البروسين في عام 1819 من قبل بيليتييه وكافينتو في لحاء شجرة جوز القيء.  في حين لم يتم استنتاج تركيبته إلا بعد ذلك بوقت طويل فقد تقرر أنه مرتبط ارتباطًا وثيقًا بالستركنين في عام 1884، عندما قام الكيميائي هانسن بتحويل كل من الاستركنين والبروكسين إلى الجزيء نفسه. 

## السمية
الجرعة المميتة المحتملة من البروسين في البالغين هي 1 غرام.  في الحيوانات الأخرى، يختلف LD 50 اختلافًا كبيرًا. 
| حيوان | طريق الدخول  | LD 50    |
| ----- | ------------ | -------- |
| الفأر | تحت الجلد    | 60 مغ/كغ |
| فأر   | داخل الصفاق  | 91 مغ/كغ |
| أرنب  | عن طريق الفم | 4 مغ/كغ  |

### آلية العمل
تشبه آلية عمل البروسين بشكل وثيق آلية الإستركنين. وهو يعمل كمضاد لمستقبلات الجلايسين ويشل الخلايا العصبية المثبطة. 
يرتبط الجلايسين بمستقبلات الخلايا العصبية المثبطة لإنهاء إمكانيات الحركة. يؤدي ارتباطها إلى إنهاء إمكانيات الحركة عن طريق التسبب في تدفق أيونات الكلوريد إلى الخلايا العصبية، مما يؤدي إلى إعادة استقطاب الخلية العصبية إلى جهد الراحة. يرتبط البروسين أيضًا بهذه المستقبلات، لكن ارتباطها لا يؤدي إلى تدفق أيونات الكلوريد. تنشأ سمية البروسين لأن الجلايسين يتم منعه من الارتباط بمستقبلاته، مما يجعل تثبيط أي عمل محتمل أكثر صعوبة. 

### تمييزه والعلاج
تاريخياً، تميز البروسين عن الاستركنين بإضافة حمض الكروميك في H2SO4، لأنه لا يطلق سلسلة الألوان التي تميز الستركنين. 
اليوم، نادرًا ما يحدث تسمم البروسين النقي، لأنه يهضم عادةً  مع الستركنين. تشمل أعراض تسمم البروسين التقلصات العضلية والتشنجات وانحلال الربيدات والفشل الكلوي الحاد. يمكن اكتشاف البروسين وقياسه باستخدام المقياس الطيفي الكتلي للسائل. 

## تطبيقات

### التطبيقات الكيميائية
نظرًا لأن البروسين جزيء كيريالي كبير، فقد تم استخدامه كعامل التعرف التماثلي باستخدام الدقة الكريالية. أبلغ فيشر عن استخدامه كعامل محفز في عام 1899، وكان أول منتج طبيعي يستخدم كعامل محفز في التفاعل مما أدى إلى إثراء إنكريومي ناجح بواسطة مارك ولد، في عام 1904.  تم استخدام ملح البروميد الخاص به كمرحلة ثابتة في HPLC من أجل الربط بشكل انتقائي لواحد من النظائر الأنيونية.  كما تم استخدام البروسين في التقطير التجزيئي في الأسيتون من أجل حل الأحماض الدهنية ثنائية الهيدروكسيد،  وكذلك دياريل كربينول. 

### التطبيقات الطبية
بينما ثبت أن البروسين له آثار جيدة مضادة للأورام، على كل من سرطان الخلايا الكبدية  وسرطان الثدي،  فقد حدت المؤشرات العلاجية القليلة من استخدامه كعلاج للسرطان.   
يستخدم البروسين أيضًا في الطب الصيني التقليدي كعامل مضاد للالتهابات ومسكن،  وكذلك في بعض أدوية الأيورفيدا والمعالجة المثلية. 

### الكحول المغير
البروسين واحد من العديد من المواد الكيميائية المستخدمة كمغير لجعل الكحول غير صالح للاستهلاك البشري. 

## روابط خارجية
- البروسين، INCHEM.org